# Andrew Koenig
Joshua Andrew Koenig (Los Angeles, 17 agosto 1968 – Vancouver, 25 febbraio 2010) è stato un attore statunitense.
Recitò nella sit-com Genitori in blue jeans, in cui divenne famoso con il ruolo di Richard "Bonner" Stabone.

## Biografia
Figlio di Walter Koenig e Judy Levitt, recitò in un episodio di Star Trek: Deep Space Nine, intitolato Sanctuary.
Koenig fu avvistato l'ultima volta a Vancouver il giorno di san Valentino del 2010. Aveva prenotato un volo per Los Angeles, ma non si presentò in aeroporto. Il suo corpo senza vita venne trovato dal padre e da alcuni amici nello Stanley Park di Vancouver. Il padre dichiarò che il figlio si era suicidato.